# Saint-Perdoux (Lot)
Saint-Perdoux is een gemeente in het Franse departement Lot (regio Occitanie) en telt 204 inwoners (1999). De plaats maakt deel uit van het arrondissement Figeac.

## Geografie
De oppervlakte van Saint-Perdoux bedraagt 12,9 km², de bevolkingsdichtheid is 15,8 inwoners per km².
De onderstaande kaart toont de ligging van Saint-Perdoux (Lot) met de belangrijkste infrastructuur en aangrenzende gemeenten.

## Demografie
Onderstaande figuur toont het verloop van het inwonertal (bron: INSEE-tellingen).